# ایوا سورینی
ایوا سورینی (مجاری: Éva Szörényi؛ ‏ ۲۶ مهٔ ۱۹۱۷ – ۱ دسامبر ۲۰۰۹) بازیگر اهل مجارستان بود.
از فیلم‌ها یا برنامه‌های تلویزیونی که وی در آن نقش داشته‌است، می‌توان به راپسودی آمریکایی اشاره کرد.